# Mon roman
Mon roman est une collection de romans vendus à prix bon marché créée à Paris par les Éditions Rouff en 1924.
La couverture comportait une illustration originale en couleurs, sur laquelle le prix de vente au lancement était indiqué à 60 centimes, avec les mentions « complet » et « illustré ».
Une deuxième série est lancée en 1948-1949, avant de disparaître.

## liste des titres
- 516 le Don d'une vie par Antoine Francis, 1933
- 517 le Lac des épouvantes par M. Geestelinck
- 518 Après l'amour par André Hache
- 519 le Million de l'Arlésienne par André Bernard
- 520 Cousine... cousine par J.-J. Cernay
- 521 Noble Cœur par Jacques d'Embalette, 1933
- 522 l'Amour et le Hasard par Mona Hans
- 523 la Villa du bonheur par Paul Darcy
- 524 le Sacrifice de Giovanno par Guy Loran
- 525 Nid d'amour par Robert Navailles
- 526 l'Inconsolable amante par Maud Dazur
- 527 Amour vainqueur par Jacques Redanges
- 528 la Vengeance du bancroche par Jean Bouvier, 1933
- 529 Histoire d'un amour par Jean Tourana
- 530 Un rêve bleu par André Hache
- 531 l'Amour d'un gueux par Max Vallotte
- 532 la Princesse aux perles noires par Delphi Fabrice
- 533 le Cœur et l'Argent par Léonce Prache
- 534 En deuil de son amour par André Bernard
- 535 le Mystère du château des Gardes par M. Geestelink
- 536 la Vie se venge par Paul Dancray
- 537 Jeanne ou Magdeleine ? par Yan
- 538 Une nuit d'amour par Félix Léonnec
- 539 Malgré le passé par René Jolibert
- 540 Dany, mon cher démon par Willie Cobb
- 541 le Diadème de perles par René Duchesne
- 542 Pour la conquérir par Jacques d'Embalette
- 543 Sombre amour par Robert Navailles
- 544 Chantecœur par André Bernard
- 545 Pauvre Père par F. de Kersaint
- 546 le Mystère des ″Six clous″ par Jean Bouvier
- 547 Amour sauveur par André Hache
- 556 l'Or qui fascine par Claire May
- 557 l'Amour n'est que mensonge par Félix Léonnec
- 558 Rêves de gloire, rêve d'amour par Marguerite Geestelink
- 559 la Voix de nos cœurs par André Hache
- 560 Mon amour le sauvera par Paul Darcy
- 561 le Mari de Ghislaine par Maurice d'Anyl
- 562 Rescapée du malheur par Emmanuel Fournier
- 563 la Peine du talion par Jacques d'Embalette
- 564  Son fils par Léonce Prache, 1934
- 565 le Drame de la rue Jacob par Jacques Redanges
- 566 la Mignonne de Montrouge par Jean Bouvier
- 567 Infirmière au Maroc par André Bernard, 1934
- 567 À la recherche du bonheur par Made Jade
- 568 le Mariage de Dolly par Michel Nour
- 569 le Paravent doré par Delphi Fabrice
- 570 joli Tyran par Paul Dancray
- 571 le Fantôme qui console par Georges Steff, 1934
- 572 Un cœur s'est donné par Marguerite Geestelink
- 573 Si elle avait su par Jeanne Villefré
- 574 Justice d'amour par Félix Léonnec
- 577 l'Amour sacrifié par Jean Tranchant
- 578 l'Étoile du cirque par André Hache
- 579 les Millions de Solange par Guy Loran
- 580 les Amours d'un boxeur par André Bernard